# Ambasciata d'Italia a Khartoum
L'ambasciata d'Italia a Khartoum è la missione diplomatica della Repubblica Italiana nella Repubblica del Sudan. 
La sede è a Khartoum, in Strada 39 - Block 61, nella zona di Khartoum 2.